# La milla verde (novela)
La milla verde (título original en inglés: The Green Mile) es una novela del escritor estadounidense Stephen King. Fue publicada en seis volúmenes: Las gemelas asesinadas, Un ratón en el pasillo, Las manos de Coffey, Una ejecución espeluznante, Viaje nocturno y La hora final de Coffey. La historia transcurre en 1932.
La primera edición en castellano (en seis entregas periódicas), y la segunda (ya en un solo volumen) se publicaron con el título El pasillo de la muerte. A raíz del estreno de la adaptación cinematográfica, la novela pasó a ser publicada con el título de dicha adaptación, que es una traducción literal del título original.

## Argumento
La historia es narrada por Paul Edgecomb, residente de un asilo de ancianos, a Elaine Connelly, una de sus compañeras que vive allí. Él es un exfuncionario de prisiones encargado del Bloque E de la prisión de Cold Mountain, en el estado de Lousiana, el bloque de los condenados a muerte, que a diferencia de otras prisiones, no era llamada "La milla final", sino que, debido a su piso de linóleo color lima deslucido, era apodado "La Milla Verde". 
Cierto día llega al bloque un afroamericano de gran altura y estampa musculosa, llamado John Coffey, acusado de la violación y asesinato de las gemelas Cora y Kathe de doce años. Al principio todos lo creen culpable; pero, pronto, extraños sucesos tienen lugar. Coffey, además de estar, en apariencia, mentalmente discapacitado en algún grado no definido, resulta tener ciertos poderes de curación, los cuales se manifiestan por primera vez cuando cura a Paul de una infección urinaria que lo enloquecía. Coffey, tras cada curación, expulsa el mal de su cuerpo vomitándolo en forma de insectos semejantes a polillas negras que van tornándose blancas hasta desaparecer.
A lo largo de la novela, tanto los funcionarios como los otros condenados (que en realidad se reducen a dos y más tarde a uno) terminan afectados por las palabras y acciones de John. Uno de los guardias más sádicos es Percy Wetmore, que por ser sobrino de un político se aprovecha de esta condición para molestar a todo el mundo; aun así, su aspiración es lograr ser transferido al manicomio de Briar Ridge. Paul y su corpulento compañero Brutus Howell, al que llaman Bruto, saben controlarlo. Semanas después de la llegada de Coffey llega otro condenado, acusado de varios asesinatos. Se llama William Wharton, pero se hace llamar "Billy el Niño" y no tarda en colmar la paciencia de los guardias por su personalidad despiadada y ruin. 
Un episodio digno de relatar es el que se refiere a la ejecución del condenado Eduard Delacroix, que había violado y asesinado a una jovencita y que luego, llevando el cadáver detrás de unos bloques, decide incendiar el cuerpo y no dejar rastro, pero terminó quemando una de las casas con sus moradores dentro; sin embargo Paul relata que no solo Delacroix es alguien que se ha resignado a pagar su condena, su experiencia le hace saber con solo mirarlo a los ojos que lo que sea que lo haya hecho matar ya no es parte de su personalidad. Delacroix logra adiestrar a un pequeño ratón que adopta como mascota, al cual llama Cascabel. Pero el cruel funcionario Percy lo aplasta por diversión y Coffey logra revivirlo con sus poderes. Antes de la ejecución de Delacroix Paul y Bruto, hartos de la actitud de Percy, deciden proponerle un trato: le darán las recomendaciones necesarias para ser admitido en Briar Ridge y de esta forma se librarán de él, sin embargo Percy exige además de esto se le permita presidir la ejecución de Eduard, a lo que Paul accede de mala gana. El problema llega en el momento en que Percy tendría que haber mojado la pequeña esponja que se colocaba en la cabeza del condenado para que la electricidad se condujera de manera rápida y limpia por el cuerpo de la víctima hasta el cerebro y muriera rápido y sin dolor, pero no lo hace, aún sabiéndolo, por mera diversión. El resultado fue horrible: en lugar de la muerte rápida que debía tener, Delacroix murió calcinado lentamente y sufriendo terribles dolores, a pesar de todo Percy queda impune alegando que sus compañeros jamás le explicaron que debía humedecer la esponja.
Al comprobar los poderes curativos de John y recordando que este curó de la misma manera milagrosa su infección urinaria, Paul decide sacar temporalmente a John Coffey de la prisión para que cure a Melinda Moores, esposa del alcaide de la prisión, amigo a la vez de Paul y su esposa. Esta mujer, con los años, se ha ganado el cariño y amor de todos los guardias y sus familias por su amable y generosa personalidad; sin embargo, su cerebro desarrolló un tumor inoperable que rápidamente acaba con su cordura y muy pronto con su vida. Tras convencer a sus compañeros de guardias, Paul libera a Coffey, no sin antes encerrar a Percy en la celda de aislamiento, aprisionado por la camisa de fuerza y amordazado (haciéndole creer que se trata de una simple represalia por la brutal matanza de Del). Paul y sus compañeros también se encargan de sedar previamente a William Wharton con morfina en una Coca-Cola, pero este despierta de su trance y agarra del brazo a Coffey, quien se queda lívido y le dice "Eres malo", a lo que Wharton responde "Sí, negro, más malo de lo que crees". Una vez que Brutus lo separa, el trance se rompe.
Tras sacar a Coffey de la prisión, lo conducen en la camioneta de Harry hasta la casa del alcaide, donde éste, sin saber qué pasa, pero debilitado por el cansancio, permite que Coffey se disponga a salvar a su esposa. Coffey la cura, pero se resiste a vomitar el tumor, como habitualmente hace, así que medio enfermo lo llevan de vuelta a su celda razonando que lo más probable es que haya elegido morir así en vez de la silla eléctrica. Poco después, cuando los guardias sueltan a Percy, Coffey lo captura y le traspasa el mal acumulado que recibió del cuerpo de Melinda y en una suerte de trance Percy se dirige a la celda de Bill y lo mata a tiros. Luego, vomita el mal de la misma forma en que lo hace John Coffey y permanece catatónico el resto de su vida siendo, irónicamente, internado en el manicomio de Briar Ridge.
El hecho pone a pensar a Paul, ya que hasta esa noche la presencia de Wharton le era indiferente a Coffey, y basándose en pequeñas pruebas y conjeturas, descubre no solamente que John Coffey es inocente, sino que el culpable por el crimen imputado, las gemelas violadas y asesinadas, fue el mismísimo Wharton. Paul lo comunica a sus compañeros, a fin de tomar una decisión sobre qué hacer sabiendo esto; pero ya que no podían demostrar su inocencia ni, menos aún, imputar al fallecido Wharton, optan por no hacer nada. Como último recurso, Paul le consulta a Coffey su parecer y este explica que se siente agobiado ya que en cada instante de su vida es capaz de sentir el dolor y el odio proveniente de todo el mundo como si le sucediera a él, por ello le suplica a Paul que lo ejecute. Finalmente John Coffey es ejecutado y tras su muerte, Paul y Bruto piden el traslado a otra prisión (una correccional de menores).
La historia es narrada por Paul en su ancianidad, contando también, en un segundo plano, su historia en la residencia geriátrica de Georgia Pines. Finalmente, tras narrar su historia a Elaine, esta llega a una extraña conclusión: es imposible que la historia sea real ya en que la época en que se supone pasaron los hechos fue hace tanto que es imposible que Paul ya fuese un adulto maduro. Paul le revela que a pesar de parecer un hombre de setenta u ochenta años realmente tiene al menos ciento cuatro años, aunque no está seguro y pueden ser más. Como prueba de ello, la lleva hasta un escondite donde cuida a Cascabel; el anciano le explica que tanto él como el ratón recibieron en más de una ocasión la energía de Coffey y eso de alguna manera los cambió. Han vivido décadas y en todo este tiempo Paul ha debido ver cómo sus amigos, su esposa y su familia envejecen y mueren, mientras él continúa vivo; su condición es tal que incluso las enfermedades y tragedias lo evaden y en caso de llegar a sufrir algo el daño es insignificante, como ejemplo de ello le cuenta como hace décadas se involucró en un accidente en bus tan atroz que todos los pasajeros, incluida su esposa murieron horriblemente mutilados por el impacto mientras él solo sufrió un arañazo en la mano. Según razona, esto es un castigo de parte de Dios por haber asesinado a uno de sus milagros; para él, ahora la vida es una milla verde sin fin que debe recorrer para siempre como condena por semejante pecado.

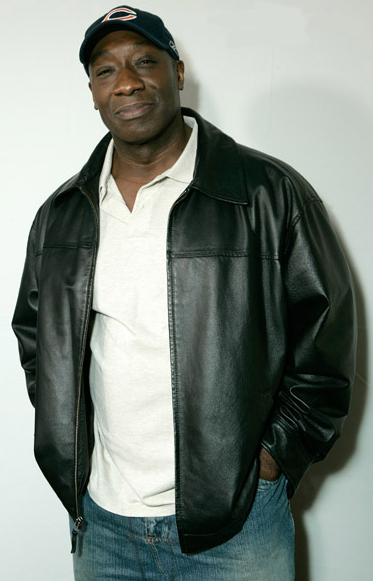
Michael Clarke Duncan interpretó a John Coffey en la adaptación cinematográfica de 1999.

Sin embargo, poco después, Elaine y Paul descubren que Cascabel ha muerto de viejo lo que da al hombre la vaga esperanza que algún día también llegará su hora, podrá morir y reunirse con sus seres queridos. Con el tiempo, Elaine también muere y esto sólo refuerza la certeza de que su longevidad es un castigo; sin embargo, aunque guarda la esperanza de que morirá igual que Cascabel, sabe que, si la vida de un ratón se extendió por tantas décadas, su propia vida está aún muy lejos de acabar. El libro termina con una oscura reflexión final: "A todos nos llega el final; sé que no hay excepciones. Sin embargo, Dios mío, a veces la milla verde parece tan larga...".

## Adaptaciones
The Green Mile fue llevada al cine en 1999. La adaptación y dirección estuvo a cargo de Frank Darabont (quien previamente adaptó otra obra de King, Rita Hayworth y la redención de Shawshank), con Tom Hanks como Paul Edgecomb, Michael Clarke Duncan como John Coffey, William «Billy el niño» Wharton interpretado por Sam Rockwell, Eduard "Del" Delacroix interpretado por Michael Jeter  y Brutus «Mole» Howell interpretado por David Morse.
La película fue aclamada por los críticos y el público, siendo nominada a 4 Premios Óscar, incluyendo Mejor película y Mejor actor de reparto para Michael Clarke Duncan (aclamado por su interpretación de John Coffey).

## Premios
| Predecesor                 | Premios de La Milla Verde                   | Sucesor                                                   |
| -------------------------- | ------------------------------------------- | --------------------------------------------------------- |
| Zombi de Joyce Carol Oates | Premio Bram Stoker a la mejor novela (1996) | Hijos del crepúsculo de Janet Berliner y George Guthridge |